# Neodiachipteryx
Neodiachipteryx is een geslacht van kevers uit de familie van de loopkevers (Carabidae). De wetenschappelijke naam van het geslacht is voor het eerst geldig gepubliceerd in 1985 door Noonan.

## Soorten
Het geslacht Neodiachipteryx is monotypisch en omvat slechts de volgende soort:
- Neodiachipteryx carinigera (Putzeys, 1878)